# East Palestine
 Ikke at forveksle med det østlige Palæstina eller Vestbredden
East Palestine er en landsby i det nordøstlige del af Columbiana County i Ohio, USA. Der var 4.761 indbyggere i East Palestine ved folketællingen i 2020. Byen ligger på grænsen til Pennsylvania, ca. 31 km syd for Youngstown og 64 km nordvest for Pittsburgh.
Byen var hjemsted for industrier inden for keramik og dækproduktion fra 1870'erne til midten af 1960'erne. East Palestine ligger langs Norfolk Southern Railway og har en godstogsstation. 3. februar 2023 lå landsbyen tæt på stedet for en større afsporing, der lækkede vinylklorid og udløste betydelige evakueringer i området.